# Ла-Уньйон (Іспанія)
Ла-Уньйон (ісп. La Unión) — муніципалітет в Іспанії, у складі автономної спільноти Мурсія. Населення — 18 366 осіб (2010).
Муніципалітет розташований на відстані близько 400 км на південний схід від Мадрида, 46 км на південний схід від Мурсії.
На території муніципалітету розташовані такі населені пункти: (дані про населення за 2010 рік)
- Портман: 1031 особа
- Роче: 978 осіб
- Ла-Есперанса: 3 особи
- Ель-Ласарето: 31 особа
- Лас-Оліверас: 352 особи
- Торребланка: 66 осіб
- Ла-Уньйон: 15905 осіб

## Демографія
Динаміка населення (INE ):

## Галерея зображень

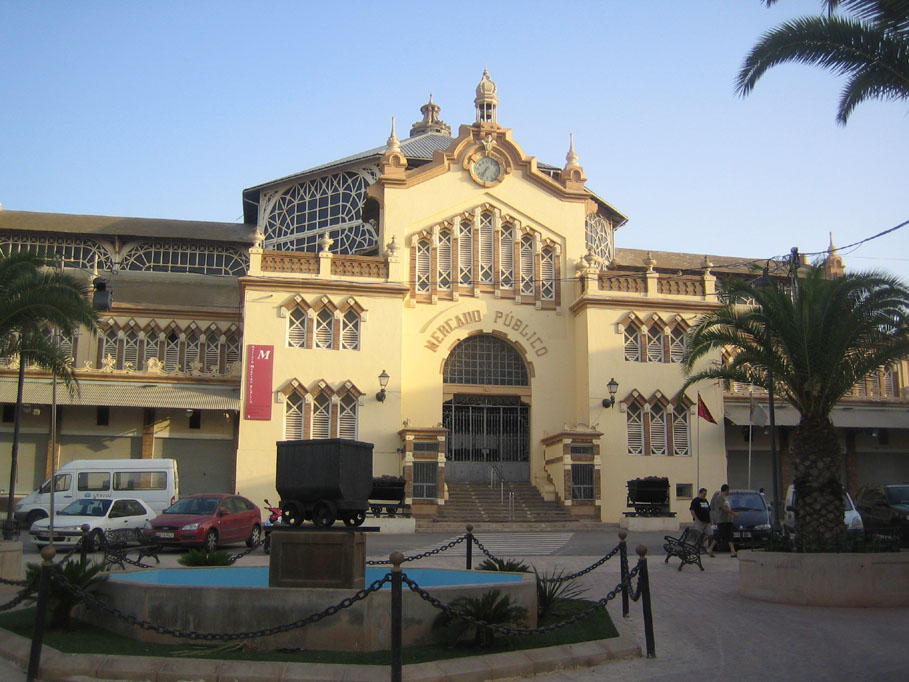
Ринок. Архітектор Віктор Белтрі
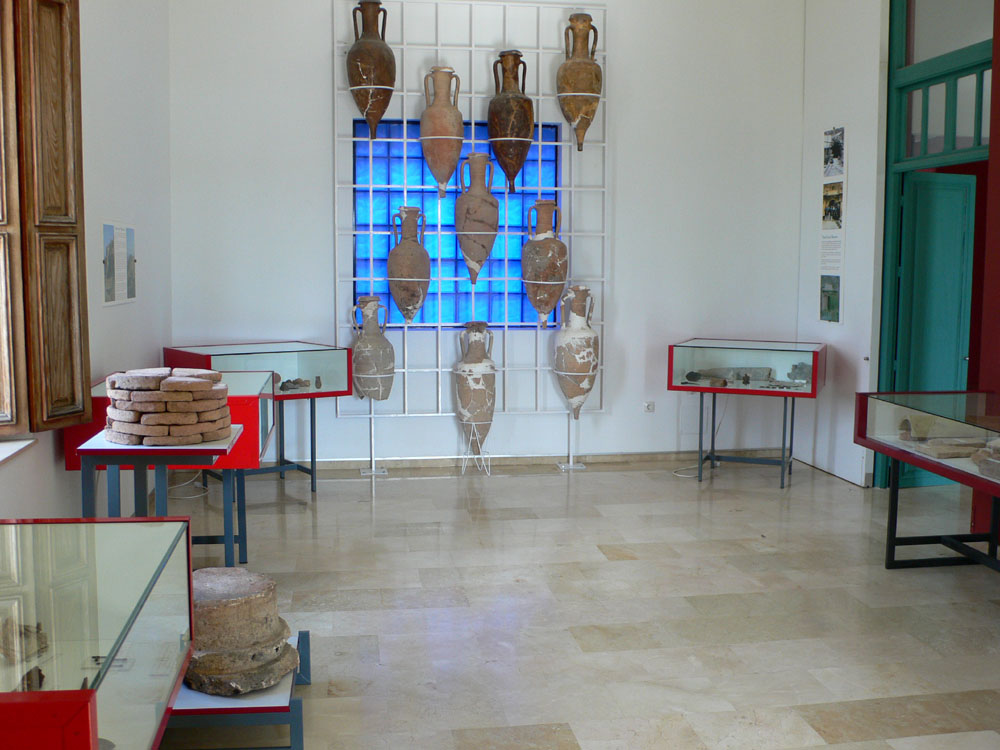
Археологічний музей в Портмані